# Premier League Malti 1960-1961
Il campionato era formato da otto squadre e il Hibernians F.C. vinse il titolo, il primo a mettere in palio un posto in Coppa dei Campioni.

## Classifica finale
| Pos. | Squadra              | G  | V  | N | P  | GF | GS | Punti |
| ---- | -------------------- | -- | -- | - | -- | -- | -- | ----- |
| 1    | Hibernians F.C.      | 14 | 12 | 1 | 1  | 34 | 13 | 25    |
| 2    | Valletta F.C.        | 14 | 10 | 2 | 2  | 38 | 10 | 22    |
| 3    | Sliema Wanderers     | 14 | 9  | 2 | 3  | 31 | 16 | 20    |
| 4    | Floriana             | 14 | 6  | 2 | 6  | 32 | 27 | 14    |
| 5    | St. George's F.C.    | 14 | 4  | 3 | 7  | 23 | 31 | 11    |
| 6    | Ħamrun Spartans F.C. | 14 | 2  | 4 | 8  | 16 | 25 | 8     |
| 7    | St. Patrick F.C.     | 14 | 4  | 0 | 10 | 12 | 37 | 8     |
| 8    | Marsa F.C.           | 14 | 1  | 2 | 11 | 9  | 36 | 4     |